# Madame Du Barry (pel·lícula)
Madame du Barry és una pel·lícula franco-italiana de Christian-Jaque, estrenada el 1954. Ha estat doblada al català.

## Argument
L'irresistible ascensió, entre cases de cites i ors de Versalles, de Jeanne Bécu de Vaubernier, adorable treballadora de la llamborda de París que va esdevenir en alguns anys l'última favorita oficial de la Història de França, però la trajectòria fulgurant de la qual acabarà a la forca.

## Repartiment
- Martine Carol: Jeanne Ranson-Bécu, convertida en Jeanne du Barry, la favorita del Rei
- André Luguet: Lluís XV, Rei de França
- Daniel Ivernel: El comte Jean du Barry, un noble sense diners que es fixa en Jeanne i es refà proposant-la a l'intendent dels plaers del Rei
- Gabrielle Dorziat: La Gourdan, la patrona de la casa de cita, anomenada "Maman"
- Denis d'Inès: El mariscal de Richelieu
- Massimo Serato: Monsieur El duc de Choiseul
- Gianna Maria Canale: Béatrix de Choiseul-Stainville, duquessa de Gramont
- Jean Parédès: Lebel, el superintendent dels "plaers" del rei
- Marguerite Pierry: la Comtessa de Médarnes
- Noël Roquevert: El comte Guillaume du Barry, el germà de Jean que es casa amb Jeanne perquè pugui ser ennoblida
- Umberto Melnatti: Curtius
- Nadine Alari: la mariscala de Guichelais
- Suzanne Grey: Chon du Barry, una germana de Jean
- Nane Germon: Bitchi du Barry, una germana de Jean
- Isabelle Pia: la delfina Marie-Antoinette
- Serge Grand: El delfí (Lluís XVI)
- Marcelle Praince: Sra. du Barry mare (No surt als crèdits)
- Michel Etcheverry: l'abat de Beauvais
- Giovanna Ralli: Noia
- Claude Sylvain: Una "noia" a casa de La Gourdan
- Georgette Anys: la mare de Brutus, una ciutadana a la festa
- Paul Demange: Aimé, un ciutadà a la festa
- Nadine Tallier: Loque, una "filla" del Rei Lluís XV
- Carine Jansen: Chiffe, una "filla" de Lluís XV
- Micheline Gary: Una noia a casa de La Gourdan
- Pascale Roberts: Cousette, una amiga de Jeanne
- André Bervil: un músic
- Olivier Mathot: M. Molet
- Louis Saintève: El capellà de Saint-Laurent (No surt als crèdits)
- André Numès Fils: l'uixer (No surt als crèdits)
- Luce Aubertin
- Claude Albers: Una "filla" de Lluís XV
- Nicky Bourgeois
- Catherine Caron: Una noble
- Jacqueline Chambord (**): Una noble
- France Degand: Una noble
- Lisette Lebon
- Rodolphe Marcilly
- Jane Montangne
- Colette Richard.
- Christian Alers
- Gilbert Boka
- Josette Hanson
- Nicole Leeber
- Jean-Michel Rouzière
- Linda Sereno
- Martine Bridoux: Una noble